# Heinkel P.1076
L'Heinkel P.1076 era un progetto di un caccia di alta quota mai realizzato da parte della ditta Heinkel durante la seconda guerra mondiale.
L'obiettivo era di sviluppare un apparecchio in grado di contrastare i bombardieri alleati sopra i cieli tedeschi. Il velivolo doveva essere utilizzato per la caccia notturna e sarebbe stato dotato del motore Daimler-Benz DB 603M. Vennero progettate 3 versioni inclusa una motorizzata con il DB 603N e dotata di una maggiore ampiezza alare.
L'apparecchio era dotato di eliche controrotanti e aveva ali inclinate in avanti.